# Geomsaoejeon
Pour plus de détails, voir Fiche technique et Distribution.
Geomsaoejeon (hangeul : 검사외전) est une comédie policière sud-coréenne écrite et réalisée par Lee Il-hyeong, sortie en 2016. Il s'agit du premier long-métrage du réalisateur.

## Synopsis
Un procureur au caractère bien trempé (Hwang Jeong-min) a été faussement accusé d'un crime et a écopé de 15 ans de prison. Sur place, il rencontre un détenu (Kang Dong-won) avec qui il fomente un plan pour sortir de prison et se venger.

## Fiche technique
Source : HanCinema et Korean Movie Database
- Titre : Geomsaoejeon
- Titre original : 검사외전
- Titre anglais : A Violent Prosecutor
- Réalisation : Lee Il-hyeong
- Scénario : Lee Il-hyeong
- Décors : Park Il-hyeon
- Costumes : Jo Sang-gyeong et Jo Hui-ran
- Photographie : Choe Chan-min
- Son : Kim Chang-seop
- Montage : Kim Jae-bum et Kim Sang-bum
- Musique : Hwang Sang-jun
- Production : Yoon Jong-bin
- Société de production : Sanai Pictures[1]
- Société de distribution : Showbox
- Pays d'origine :  Corée du Sud
- Langue originale : coréen
- Format : couleur
- Genre : comédie policière
- Durée : 126 minutes
- Dates de sortie :
  - Corée du Sud : 3 février 2016

## Distribution
- Hwang Jeong-min : l'enquêteur Byeon Jae-wook
- Kang Dong-won : Han Chi-won
- Lee Sung-min : Woo Jong-gil
- Park Seong-woong : Yang Min-woo
- Kim Eung-soo : le législateur Kang Yeong-sik
- Shin So-yul : Kim Ha-na
- Park Jong-hwan : Lee Jin-seok
- Han Jae-yeong : Jang Hyeon-seok

## Accueil

### Sortie nationale
A Violent Prosecutor sort en avant-première le 25 janvier 2016 avec 8 066 spectateurs en quatre jours, avant sa sortie nationale le 3 février 2016 dans 1 126 salles en Corée du Sud : 525 636 tickets vendus en une journée et se place déjà au premier rang du box-office.

### Box-office
Le premier week-end entre 5 et 7 février 2016, le film est vu par 2 300 000 spectateurs dans 1 701 salles obscures et se trouve au premier rang du box-office déplaçant Kung Fu Panda 3 de Jennifer Yuh Nelson et Alessandro Carloni.
| Pays ou région | Box-office        | Date d'arrêt du box-office | Nombre de semaines |
| -------------- | ----------------- | -------------------------- | ------------------ |
| Corée du Sud   | 9 706 314 entrées | 3 avril 2016               | 9                  |